# Nazareth (Maastricht)
Nazareth is een woonwijk in het noordoosten van de Nederlandse stad Maastricht. Het is een van de 44 officiële buurten van de gemeente Maastricht. Samen met Limmel wordt gewerkt aan de totstandkoming van een dubbelwijk met gedeelde voorzieningen.

## Ligging en bevolkingssamenstelling
De CBS-buurt Nazareth is onderdeel van de wijk Maastricht-Oost. De buurt ligt ingeklemd tussen de spoorlijn Aken - Maastricht en de autosnelweg A2. Aan de andere zijde van het spoor liggen de buurten Limmel, Beatrixhaven en Meerssenhoven. Aan de andere kant van de snelweg liggen Wittevrouwenveld en Amby. Aan de zuidkant grenst Nazareth aan Wyckerpoort, aan de noordkant aan de gemeente Meerssen. Het noordelijk deel van de wijk is onderdeel van het Buitengoed Geul & Maas (voorheen Landgoederenzone Maastricht-Meerssen).
Nazareth heeft circa 3.250 inwoners. Het inkomensniveau ligt beneden het gemiddelde in Maastricht. De werkloosheid is er bovengemiddeld hoog, evenals het percentage bewoners dat afhankelijk is van een uitkering. Een meerderheid van de bewoners woont in een sociale huurwoning.

## Geschiedenis

### Naamgeving
Nazareth is genoemd naar een voormalige hoeve die ooit in deze omgeving lag. Deze droeg de naam van Nazareth, de geboorteplaats van Jezus. De naam past binnen het rijtje van kastelen en landhuizen in en rondom het dorp Limmel: Jerusalem, Bethlehem en Rome. De hoeve staat vermeld op een Franse militaire kaart uit 1748, waarop de meeste topografische namen verbasterd zijn, als Bannest cense. 'Cense' is Frans voor cijns; hoeve Nazareth was dus een cijnshof. 'Bannest' is ofwel een grove verbastering van Nazareth, ofwel de naam van een familie die zo heette. Op een kadasterkaart uit 1813-1830 staat iets ten westen van "Nasaret" de naam "berke banet", misschien een afstammeling van de persoon, die halverwege de achttiende eeuw de cijnshoeve bewoonde. De hoeve was omstreeks 1840 in het bezit van de familie Kerens, die ook het nabije kasteel Jerusalem bezat. Philippe van Gulpen tekende de hoeve in deze tijd. Het is niet duidelijk wanneer de hoeve is verdwenen. Anno 2023 ligt hier de toegang tot  het parkeerterrein van Mora aan de Hoekerweg (Beatrixhaven).
Aan de huidige straat Mariënwaard, voor 1920 Steenstraat geheten en net als de rest van Nazareth behorend tot de gemeente Meerssen, lag in de achttiende eeuw het landgoed "De Kanjel". In 1862 kocht Petrus Laurentius Regout het buitenhuis en noemde het La Grande Suisse. In 1875 vestigden zich hier de uit Duitsland verdreven franciscanessen van Nonnenwerth, die er een meisjespensionaat begonnen, dat ze Marienwerth noemden. Van hen is dus de naam Mariënwaard afkomstig. Iets ten zuiden van La Grande Suisse bouwde Regout in 1860 een hotel-restaurant, dat hij La Petite Suisse noemde. Zijn oudste dochter Mimi liet het in 1880 drastisch verbouwen en noemde het Villa Kanjel.

### 20e eeuw
Aan de  Kasteel Kessenichstraat 2 stond tot begin jaren 1980 het klooster Nazareth, oorspronkelijk hotel Bel Air geheten. Van 1904 tot 1981 was hier het klooster van de van oorsprong Franse zusters ursulinen van Jezus (Ursulines de Jésus dites de Chavagnes). Het was de enige vestiging van de kloosterorde in Nederland, die hier ook bekend stond als "Dochters van het Mensgeworden Woord" of "Zusters van Nazareth". De zusters hadden in Nazareth een bewaarschool, meisjesschool, internaat voor onder andere schipperskinderen, en hielden zich tevens bezig met bejaardenzorg. In 1982 werd het complex gesloopt en vervangen door wooneenheden. De overgebleven zusters verhuisden naar de Meerssenerweg, waar ze nog tot 1994 bleven.

De huidige woonwijk Nazareth werd grotendeels tussen 1953 en 1956 gebouwd. In 1962 werden daar nog enkele tientallen woningwetwoningen aan toegevoegd. De straten in Nazareth zijn, op een enkele uitzondering na, genoemd naar Limburgse kastelen. Van circa 1958 tot 1960 werd de A2 ten oosten van Nazareth aangelegd. Aan de zuidoostkant van Nazareth kwam een groot verkeersplein ("rond-point"), het knooppunt Geusselt. Omstreeks 1970 werd op de hoek Meerssenerweg-Kasteel Holtmeulenstraat een sociale werkplaats ingericht. In 1986 werd dit zogenaamde WAAM-gebouw een bedrijfsverzamelgebouw, sinds 2006 is het een ateliergebouw. Het aan de overzijde van de Meerssenerweg gelegen Rijdam-terrein, waar vanaf ca. 1922 tot 1966 het constructiebedrijf Dolhaine was gevestigd en van 1966 tot ca. 1990 Rijdam Limburg B.V., werd omstreeks 2020 gesaneerd en ingericht als parkeerterrein en openbaar groen. De villa Meerssenerweg 166A, omstreeks 1909 gebouwd voor het echtpaar Van Aubel-Dolmans, was tussen 1976 en 1991 in gebruik als abortuskliniek. In 1979 werd een complex woningen opgeleverd, bedoeld voor bewoners van verouderde woningen in stadsvernieuwingsgebieden in Wittevrouwenveld of Blauwdorp. In 1998 werd tussen de 'zaagtandflats' en de A2 een natuurgebiedje ingericht, dat voor het publiek toegankelijk werd gemaakt.

### 21e eeuw
Samen met Limmel, Wittevrouwenveld en Wyckerpoort werd Nazareth in 2007 door de minister voor Wonen, Wijken en Integratie Ella Vogelaar op de lijst van zogenaamde 'vogelaarwijken' gezet, waarbij de vier Maastrichtse buurten enigszins verwarrend werden aangeduid als Maastricht Noordoost (Maastricht-Noordoost is ook een CBS-wijk, waarvan geen van de vier buurten deel uitmaakt). Het plan was om de 'probleemwijken' om te vormen tot 'prachtwijken'. Als reactie hierop presenteerde de gemeente Maastricht in 2011 het wijkontwikkelingsplan (WOP) Limmel/Nazareth, dat tot doel had de twee buurten nieuwe kansen te geven, onder andere door de barrière van de spoorweg op te heffen en een gezamenlijk nieuw winkel- en scholencentrum te realiseren. In hetzelfde jaar werd de kruising Meerssenerweg/Kemenadeplein/Kasteel Verduynenstraat omgebouwd naar rotonde, wat de verkeersdoorstroming moest bevorderen, de veiligheid vergroten en tevens een aanloop was naar de volgende fase: de bouw van het spoorwegviaduct Balijeweg (in 2014).

De gemeente Maastricht, samen met diverse woningbouwcorporaties, was al eerder bezig Nazareth en andere buurten in Maastricht-Oost nieuwe kansen te geven, maar door omstandigheden is daar in Nazareth nog weinig van terecht gekomen. Wel is aan het Miradorplein een nieuw buurthuis verrezen, zijn er starterswoningen gebouwd aan het Sareptaplein en kwamen er op het terrein van de gesloopte parochiekerk seniorenflats. Tegen de sloop- en nieuwbouwplannen in Nazareth-noord verrees bij de bewoners verzet, waarna de plannen werden uitgesteld.
De ondertunneling van de A2 en de ontwikkeling van het Geusseltgebied hebben eveneens gevolgen gehad voor Nazareth. Aanvankelijk zouden voor de bouw van de Koning Willem-Alexandertunnel de 'zaagtandflats' worden gesloopt, maar door het kiezen voor een dubbellaagse tunnel bleven de flats gespaard. De deels op het tunneldak aangelegde Groene Loper is naar het noorden toe verlengd en loopt langs Nazareth door tot in de landgoederenzone. Een nieuwe fiets- en voetgangersbrug, alsmede de bestaande Severenstraattunnel verbindt de buurt met het heringerichte Geusseltpark. Het positieve effect van de Groene Loper, zoals in de aangrenzende buurten Wyckerpoort en Wittevrouwenveld, bleef in Nazareth uit.

## Voorzieningen
Centraal in de buurt liggen enkele winkels en horecagelegenheden. De al enige tijd buiten gebruik zijnde parochiekerk Antonius van Paduakerk is gesloopt en de parochie is samengevoegd met de Johannes de Doper-parochie in Limmel. De eigen basisschool is opgegaan in een nieuw integraal kindcentrum, gelegen in het Hoolhoesgebied op de grens van Limmel en Nazareth. Anno 2020 wordt dit gebied verder ontwikkeld met onder andere een buurtwinkelcentrum.
De scoutinggroep 'Titus Brandsma', gevestigd in de voormalige noodkerk, is al vanaf de jaren 1950 actief en is nog altijd een bloeiende vereniging.
De wijk is per openbaar vervoer (bus) goed bereikbaar.

## Stedenbouw en architectuur
De drukke Meerssenerweg loopt langs - en gedeeltelijk door - de buurt. De meeste huizen aan deze doorgaande weg dateren van vóór de bouw van de woonwijk. De 18e-eeuwse herenhoeve aan de Meerssenerweg nr. 11 is een rijksmonument. In 1478 stond dit huis bekend als "de hoge Swaen", eigendom van Vranck Doelman. Tot circa 1950 bleef de hoeve eigendom van de familie Doelman / Dolmans. Twee sluitstenen boven twee poorten wijzen daarop. De villa op Meerssenerweg 166 is eveneens een rijksmonument. Deze villa werd in 1909 gebouwd in opdracht van de familie Van Aubel-Dolmans. Tussen 1976 en 1991 was hier een abortuskliniek gevestigd.
De naoorlogse woonwijk Nazareth bestaat uit laagbouwflats en eengezinswoningen. De 'zaagtandflats' uit 1953 zijn een herkenningspunt langs de A2 voor veel Maastrichtenaren. De Antonius van Paduakerk werd in de periode 1959-61 gebouwd naar een ontwerp van H.F.M. van Groenendael. Van de gesloopte kerk resteren de campanile en het baptisterium, dat thans dienstdoet als devotiekapel. De Sint-Franciscusschool uit 1955 is eveneens een ontwerp van architect Van Groenendael. De zaagtandflats, de overblijfselen van de parochiekerk en het schoolgebouw zijn alle gemeentelijke monumenten.
In het noorden van de wijk begint de landgoederenzone. In de buurtschap Mariënwaard liggen de kasteelachtige buitenhuizen La Grande Suisse en Villa Kanjel vroeger La Petite Suisse genoemd). Beide landhuizen behoorden ooit toe aan Petrus Laurentius Regout en zijn nakomelingen. La Grande Suisse is oorspronkelijk 18e-eeuws, Villa Kanjel werd in 1880 gebouwd naar een ontwerp van de Akense architect Wilhelm Wickop. Iets verderop, tegenover kasteel Vaeshartelt, ligt Villa Kruisdonk, eveneens in 1880 gebouwd voor een Regout-telg.

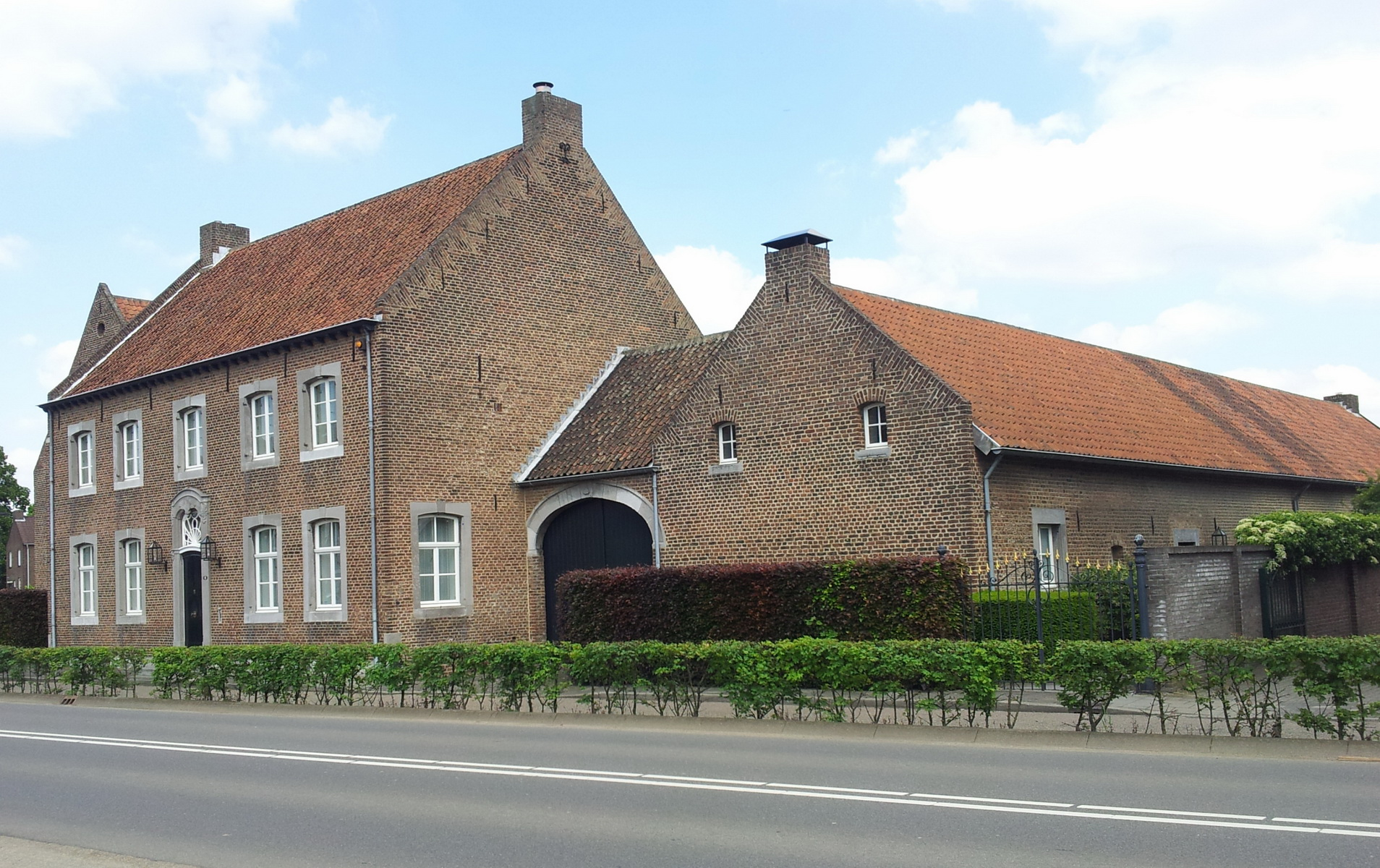
Meerssenerweg 11
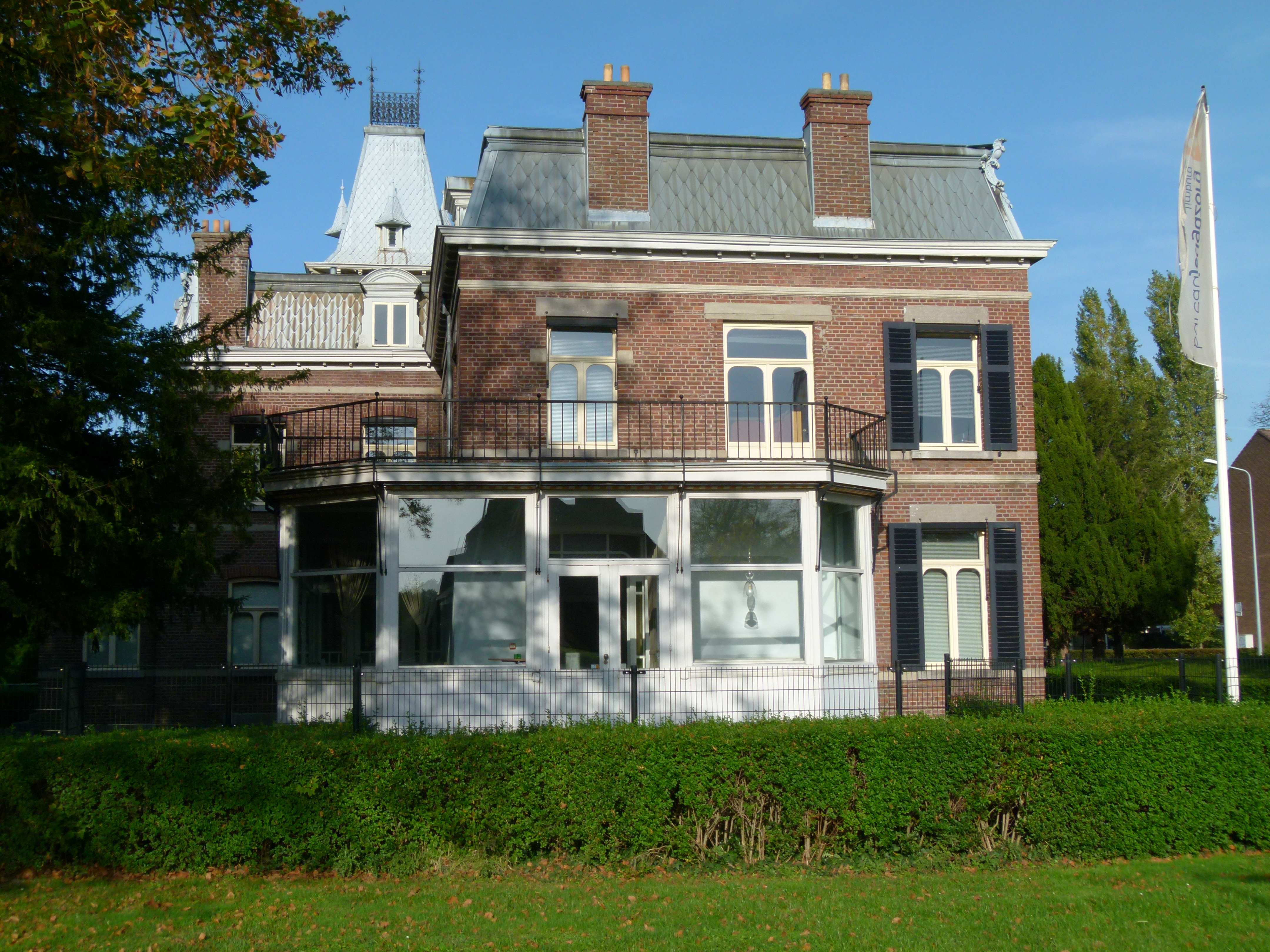
Meerssenerweg 166
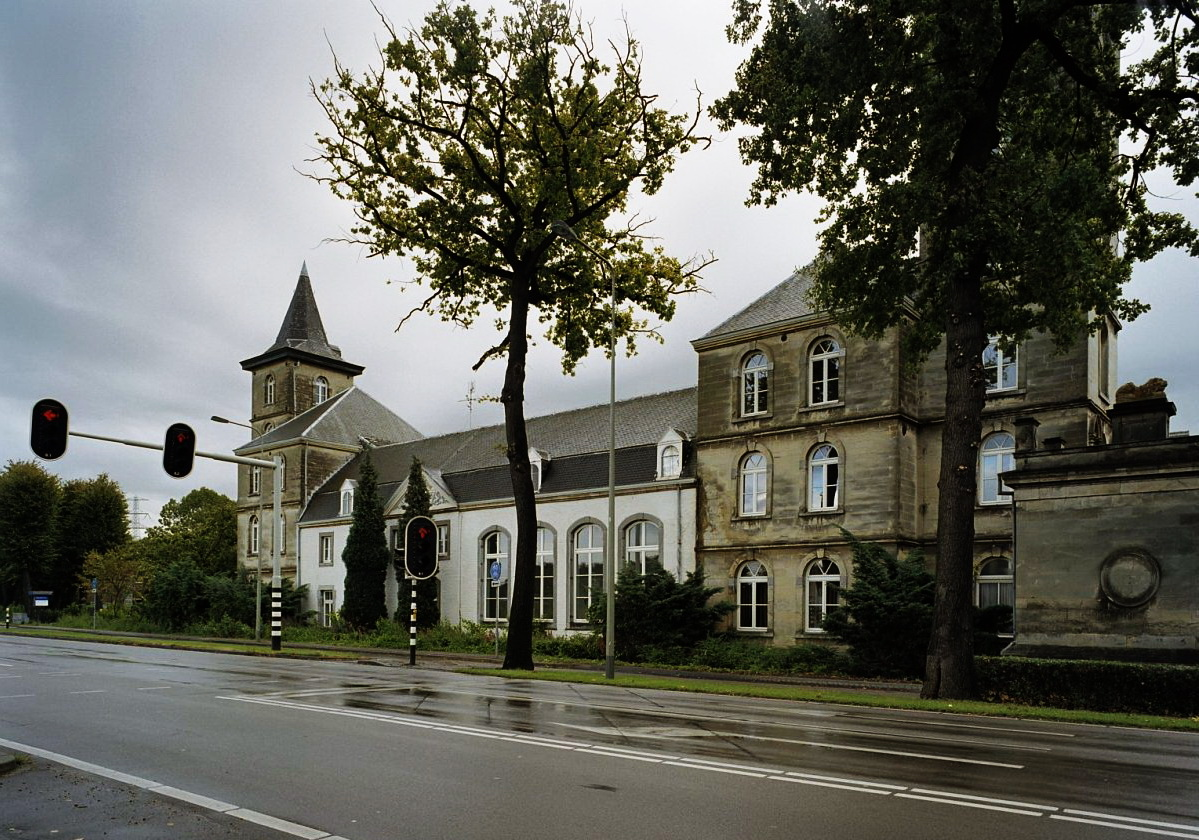
La Grande Suisse
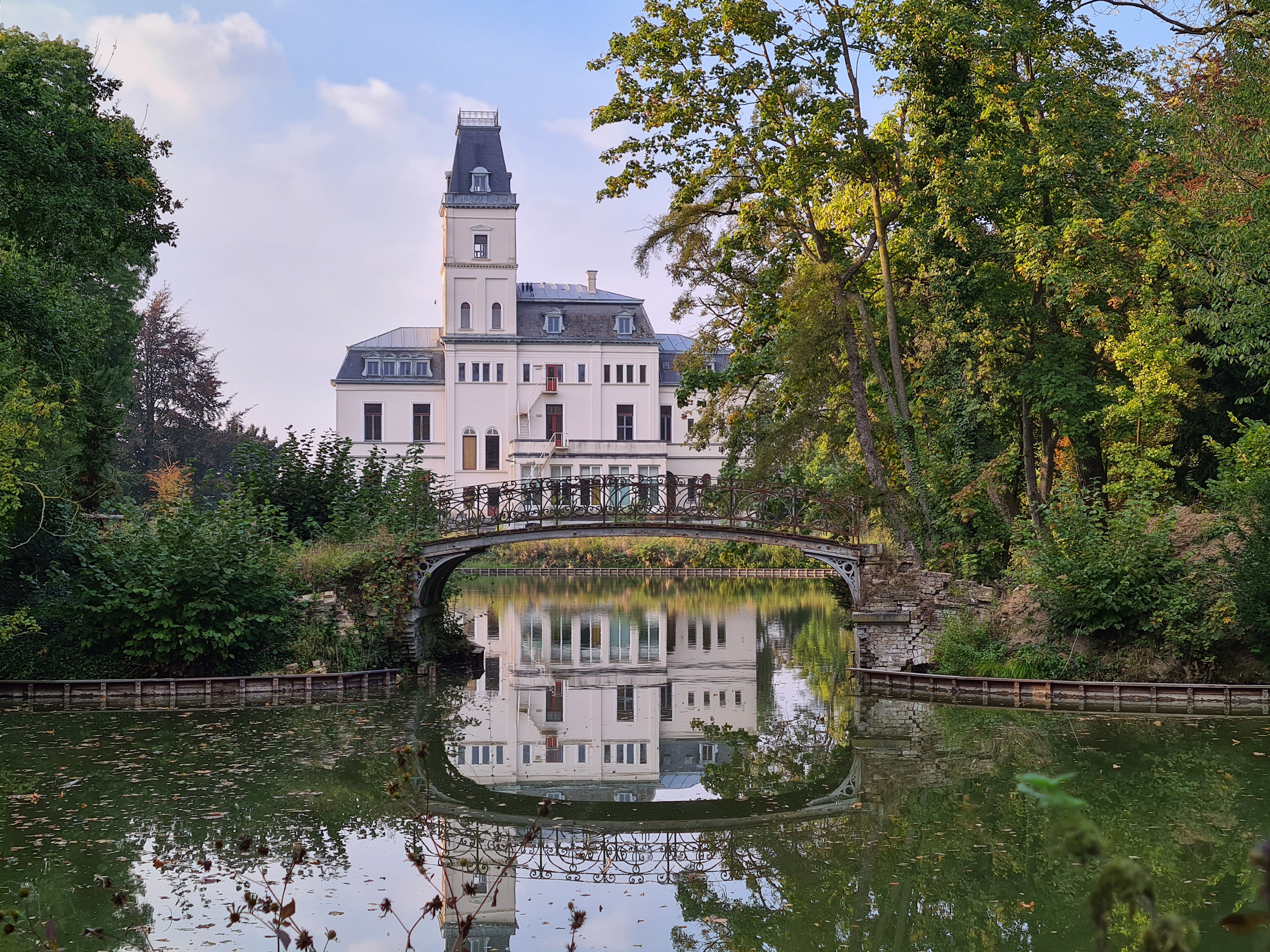
Villa Kanjel
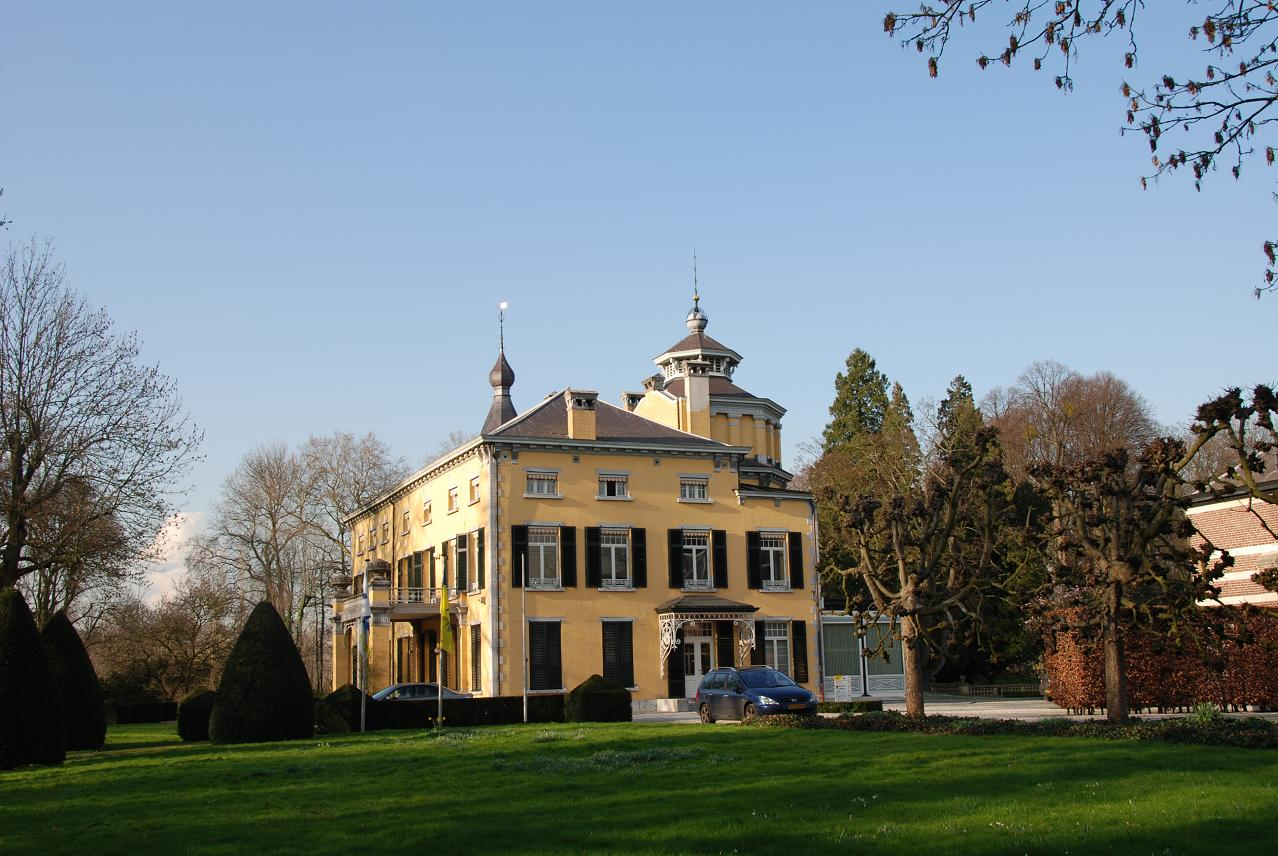
Villa Kruisdonk